# Manfred Burghartswieser
Manfred Burghartswieser (* 23. August 1973 in Burghausen) ist ein ehemaliger deutscher Fußballtrainer und -spieler.

## Spielerkarriere

### Vereine
Aus der Jugend des TSV 1860 München hervorgegangen, gelangte Burghartswieser zum Stadtrivalen FC Bayern München und gehörte in der Saison 1993/94 im Status eines Vertragsamateurs dem Bundesligakader an. Für die Amateurmannschaft bestritt er drei Spiele im DFB-Pokal-Wettbewerb und schied mit ihr im Achtelfinale mit 4:5 im Elfmeterschießen nach einem 3:3 gegen Tennis Borussia Berlin aus. 1994 kehrte er zum TSV 1860 München zurück, ein Jahr später wechselte er zum Regionalligisten FC Augsburg, bestritt dort in vier Spielzeiten bis 1999 102 Ligaspiele und erzielte acht Tore.
2000 schloss er sich Wacker Burghausen an, entwickelte sich zum Leistungsträger seines Vereins und stieg mit ihm 2002 in die 2. Bundesliga auf. Sein erstes Zweitligaspiel bestritt er am 10. August 2002 (1. Spieltag) bei der 1:2-Niederlage im Auswärtsspiel gegen Eintracht Trier. Mit Wacker Burghausen unterlag er in der 1. Runde des Vereinspokals, am 31. August 2002, Energie Cottbus daheim mit 0:2.
Da der als Mannschaftskapitän in die Saison gestartete Spieler bereits am 2. März 2003 (19. Spieltag) – bei der 1:2-Niederlage im Auswärtsspiel beim Karlsruher SC – sein letztes von 16 Zweitligaspielen bestritt und keine Berücksichtigung mehr unter Trainer Rudi Bommer fand wechselte er zurück in den Amateurbereich zum Landesligisten TSV 1860 Rosenheim.

### Nationalmannschaft
Burghartswieser debütierte im Nationaltrikot der U-19-Nationalmannschaft, die am 8. Dezember 1992 in Krefeld mit 1:2 gegen die Auswahlmannschaft Dänemarks verlor. 1993 bestritt er sechs weitere Länderspiele; sein letztes am 11. März 1993 in Brisbane im letzten von drei bestrittenen Gruppenspielen der Junioren-Weltmeisterschaft. In diesem entscheidenden Spiel um den Einzug in die Finalrunde unterlag er mit der Mannschaft der Mannschaft Uruguays mit 1:2.
Burghartswieser spielte 1994 zweimal für die U-21-Nationalmannschaft. Am 19. April unterlag er mit dieser in Ankara mit 0:1 gegen die Auswahl der Türkei und am 6. September in Moskau mit 0:2 gegen die Auswahl Russlands.

## Trainerkarriere
Burghartswieser erster Verein als Trainer war der Landesligist TSV 1860 Rosenheim, den er zu Saisonbeginn 2007/08 übernahm und – in seinem Wirken (auch als Spieler) bis 2010 – zur Landesmeisterschaft und zum Aufstieg in die Bayernliga 2009 führte.  Im April 2010 trennte sich der Verein von Burghartswieser, nachdem der Verein in akute Abstiegsgefahr geraten war.
In der Spielzeit 2012/13 betreute er den Landesliga-Meister der Staffel Süd und Bayernliga Süd-Qualifikanten, die Fußballabteilung des SB DJK Rosenheim.